# سیارک ۱۲۶۲۸
سیارک ۱۲۶۲۸ (به انگلیسی: 12628 Ackworthorr، نامگذاری:2120T-1) دوازده هزار و ششصد و بیست و هشتمین سیارک کشف شده‌است که در ۲۵ مارس ۱۹۷۱ کشف شد.
قدر مطلق سیارک برابر ۱۴.۱ است.